# Veronica Brenner
Veronica Brenner (ur. 18 października 1974 w Scarborough) – kanadyjska narciarka, uprawiająca narciarstwo dowolne. Zdobyła srebrny medal w skokach akrobatycznych na igrzyskach olimpijskich w Salt Lake City. Ponadto zdobyła brązowy medal w tej samej konkurencji na mistrzostwach świata w Iizuna. Najlepsze wyniki w Pucharze Świata osiągnęła w sezonie 1999/2000, kiedy to zajęła 2. miejsce w klasyfikacji generalnej oraz w klasyfikacji skoków akrobatycznych. W sezonie 1996/1997 zdobyła małą kryształową kulę w klasyfikacji skoków akrobatycznych.
W 2003 r. zakończyła karierę.

## Osiągnięcia

### Igrzyska olimpijskie
| Miejsce | Dzień     | Rok  | Miejscowość    | Konkurencja        | Zwycięzca     |
| ------- | --------- | ---- | -------------- | ------------------ | ------------- |
| 9.      | 18 lutego | 1998 | Nagano         | Skoki akrobatyczne | Nikki Stone   |
| 2.      | 18 lutego | 2002 | Salt Lake City | Skoki akrobatyczne | Alisa Camplin |

### Mistrzostwa świata
| Miejsce | Dzień     | Rok  | Miejscowość | Konkurencja        | Zwycięzca        |
| ------- | --------- | ---- | ----------- | ------------------ | ---------------- |
| 20.     | 19 lutego | 1995 | La Clusaz   | Skoki akrobatyczne | Nikki Stone      |
| 3.      | 9 lutego  | 1997 | Iizuna      | Skoki akrobatyczne | Kirstie Marshall |
| 4.      | 13 marca  | 1999 | Meiringen   | Skoki akrobatyczne | Jacqui Cooper    |
| 4.      | 1 lutego  | 2003 | Deer Valley | Skoki akrobatyczne | Alisa Camplin    |

### Puchar Świata

#### Miejsca w klasyfikacji generalnej
- sezon 1993/1994: 30.
- sezon 1994/1995: 29.
- sezon 1995/1996: 8.
- sezon 1996/1997: 4.
- sezon 1997/1998: 16.
- sezon 1998/1999: 3.
- sezon 1999/2000: 2.
- sezon 2001/2002: 13.
- sezon 2002/2003: 15.

#### Miejsca na podium
1. Tignes – 9 grudnia 1995 (Skoki akrobatyczne) – 1. miejsce
2. Piancavallo – 20 grudnia 1995 (Skoki akrobatyczne) – 1. miejsce
3. Altenmarkt – 13 marca 1996 (Skoki akrobatyczne) – 3. miejsce
4. Lake Placid – 5 stycznia 1996 (Skoki akrobatyczne) – 1. miejsce
5. Breckenridge – 20 stycznia 1996 (Skoki akrobatyczne) – 2. miejsce
6. Breckenridge – 21 stycznia 1996 (Skoki akrobatyczne) – 1. miejsce
7. La Plagne – 16 lutego 1996 (Skoki akrobatyczne) – 2. miejsce
8. Tignes – 7 grudnia 1996 (Skoki akrobatyczne) – 1. miejsce
9. La Plagne – 15 grudnia 1996 (Skoki akrobatyczne) – 1. miejsce
10. Mont Tremblant – 8 stycznia 1997 (Skoki akrobatyczne) – 1. miejsce
11. Whistler Blackcomb – 19 stycznia 1997 (Skoki akrobatyczne) – 2. miejsce
12. Breckenridge – 26 stycznia 1997 (Skoki akrobatyczne) – 1. miejsce
13. Kirchberg – 20 lutego 1997 (Skoki akrobatyczne) – 2. miejsce
14. Hasliberg – 2 marca 1997 (Skoki akrobatyczne) – 3. miejsce
15. Hundfjället – 14 marca 1997 (Skoki akrobatyczne) – 3. miejsce
16. Mount Buller – 1 sierpnia 1997 (Skoki akrobatyczne) – 2. miejsce
17. Mount Buller – 2 sierpnia 1997 (Skoki akrobatyczne) – 2. miejsce
18. Piancavallo – 17 grudnia 1997 (Skoki akrobatyczne) – 2. miejsce
19. Steamboat Springs – 17 stycznia 1999 (Skoki akrobatyczne) – 2. miejsce
20. Heavenly Valley – 25 stycznia 1999 (Skoki akrobatyczne) – 3. miejsce
21. Altenmarkt – 9 lutego 1999 (Skoki akrobatyczne) – 2. miejsce
22. Mount Buller – 11 września 1999 (Skoki akrobatyczne) – 2. miejsce
23. Heavenly Valley – 23 stycznia 2000 (Skoki akrobatyczne) – 1. miejsce
24. Piancavallo – 26 lutego 2000 (Skoki akrobatyczne) – 2. miejsce
25. Livigno – 17 marca 2000 (Skoki akrobatyczne) – 1. miejsce
26. Mont Tremblant – 13 stycznia 2002 (Skoki akrobatyczne) – 1. miejsce
27. Lake Placid – 20 stycznia 2002 (Skoki akrobatyczne) – 3. miejsce

- W sumie 11 zwycięstw, 11 drugich i 5 trzecich miejsc.